# Коломбо (сезон 6)
Шестой сезон американского телесериала «Коломбо», премьера которого состоялась на канале NBC 10 октября 1976 года, а заключительная серия вышла 22 мая 1977 года, состоит из 3 эпизодов.

## Период трансляции
Сезон первоначально транслировался по средам в 8:30—10:00 (EST) в рамках «The NBC Mystery Movie».

## Релиз на DVD
Сезон был выпущен на DVD Universal Home Video.

## Эпизоды
| № в сериале | № в сезоне | Название                                                                | Режиссёр             | Автор сценария                                                | Убийцу играет    | Жертву(ы) играет                 | Дата премьеры   | Длительность |
| --- | ---------- | ----------------------------------------------------------------------- | -------------------- | ------------------------------------------------------------- | ---------------- | -------------------------------- | --------------- | ------------ |
| 38 | 1          | «Фатальный выстрел» «Fade in to Murder»                                 | Бернард Л. Ковальски | Сюжет : Генри Гарсон Телесценарий : Лу Шо и Питер С. Фейблман | Уильям Шетнер    | Лола Олбрайт                     | 10 октября 1976 | 73 минуты    |
| Эгоистичный телевизионный актёр Уорд Фаулер стал объектом шантажа со стороны своего продюсера и бывшей любовницы Клэр Дейли. Фаулер решает убить её. Надев на лицо лыжную маску, он совершает ограбление магазина, где в тот момент совершала покупку Клэр. Он убивает её выстрелом из пистолета, после чего забирает деньги Клэр, затем выбрасывает пистолет и маску. Таким образом, всё выглядит как банальное ограбление, закончившееся убийством. Однако Коломбо с самого начала отвергает эту версию. |            |                                                                         |                      |                                                               |                  |                                  |                 |              |
| 39 | 2          | «Убийство в старом стиле» «Old Fashioned Murder»                        | Роберт Дуглас        | Сюжет : Лоуренс Вэйл Телесценарий : Питер С. Фейблман         | Джойс Ван Паттен | Питер С. Фейблман и Тим О’Коннор | 28 ноября 1976  | 73 минуты    |
| Искусствовед Рут Литтон убивает своего старшего брата Эдварда из-за того, что он решает продать семейный бизнес и закрыть их общий музей, которому Рут посвятила всю свою жизнь. Соучастником этого убийства становится мужчина с судимостью. Рут убивает своего брата, застрелив перед этим своего соучастника. Она пытается создать видимость, будто двое мужчин убили друг друга при попытке ограбления. Однако Рут почти сразу допускает ошибку, благодаря чему Коломбо сразу определяет, что речь здесь идёт о двойном убийстве. Понимая, что Коломбо подозревает её в убийствах, Рут пытается подставить свою племянницу Джейн. |            |                                                                         |                      |                                                               |                  |                                  |                 |              |
| 40 | 3          | «Высокоинтеллектуальное убийство» «The Bye-Bye Sky High IQ Murder Case» | Сэм Ванамейкер       | Роберт Малкольм Янг                                           | Теодор Бикель    | Соррел Бук                       | 22 мая 1977     | 73 минуты    |
| Берти Гастингс обнаруживает, что его друг, Оливер Брандт, старший партнёр в аудиторской фирме, занимается хищением денежных средств. Делает он это для своей жены Вивиан — женщины, привыкшей к роскоши. На очередном заседании общества «Сигма» — местного закрытого клуба для гениев (в котором оба они состоят) — Гастингс говорит Брандту, что разоблачит его. Брандт убивает Гастингса двумя выстрелами в упор, маскируя всё под неудавшуюся попытку ограбления. Лейтенант Коломбо расследует убийство и познаёт особенности жизни гениев.                                                                                       |            |                                                                         |                      |                                                               |                  |                                  |                 |              |